# Sta. Christiana

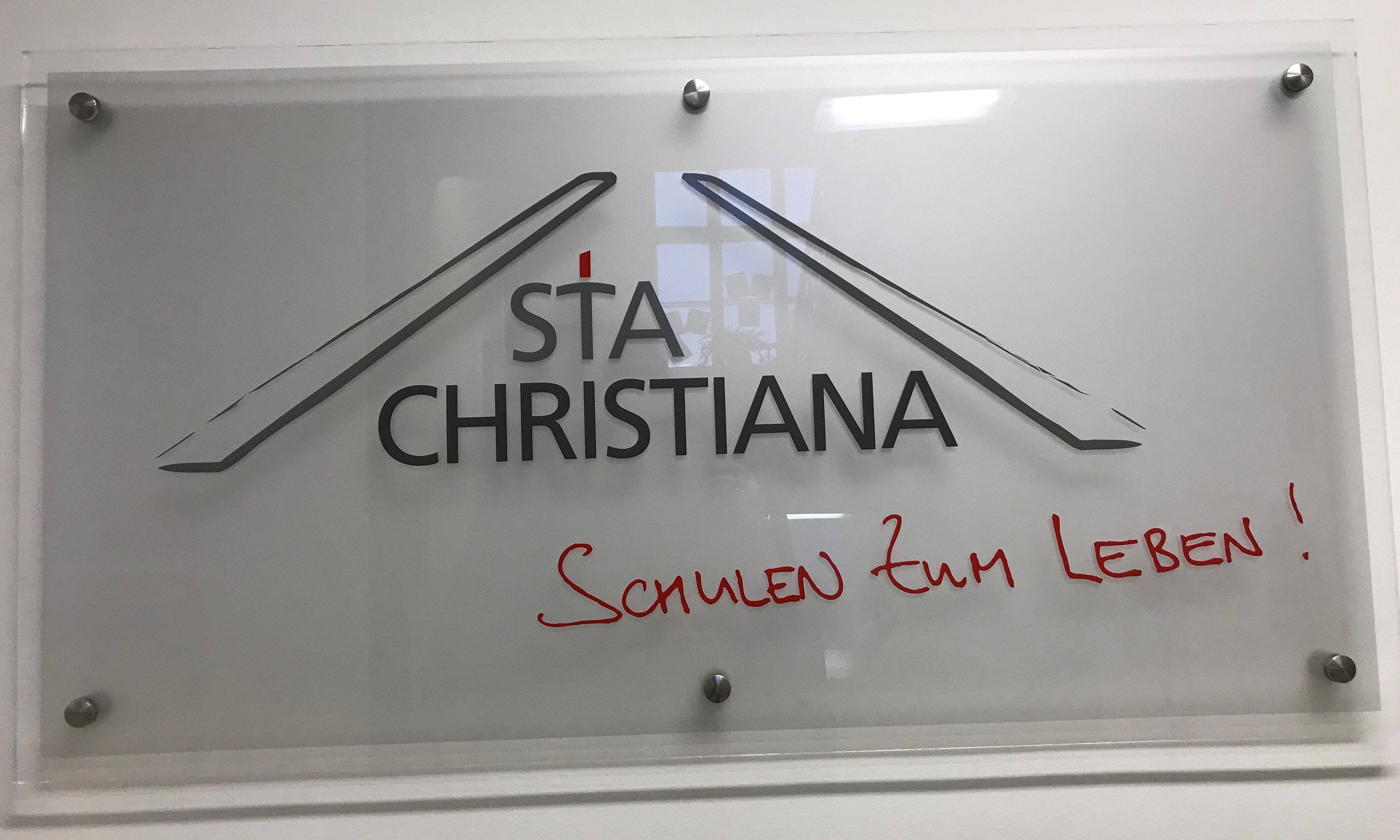
Logo von Sta. Christiana

Sta. Christiana ist die Kurzbezeichnung für den katholischen Frauenorden Schwestern der Kindheit Jesu und Mariens unter dem Schutz der Hl. Christiana.

## Schwesternorden
Anne und Alexis de Méjanès gründeten in dem französischen Dorf Argancy in der Nähe von Metz 1789 eine Gemeinschaft, die sich der Armen annahm. Die Gemeinschaft folgt der Spiritualität der École française de spiritualité, einer geistlichen Strömung, die zu dieser Zeit in Lothringen verbreitet war. Der Bischof von Metz war von der Gemeinschaft beeindruckt und gab am 20. April 1807 der Gruppe den Status einer Ordensgemeinschaft, mit den Aufgaben der Erziehung und Krankenpflege. Schutzpatronin des Frauenordens wurde die Heilige Christiana, die hl. Nino. Die neue Gemeinschaft apostolischen Lebens mit dem Namen „Schwestern der Kindheit Jesu und Mariens unter dem Schutz der Hl. Christiana“, gehört zur Gruppe der ignatianischen Ordensgemeinschaften. Sie sind in folgenden Ländern vertreten: Frankreich, Österreich, Ungarn, USA, Kanada, Ruanda und Demokratische Republik Kongo.

## Schulen
Frankreich
Schulen in Frankreich wurden ab 1808 an mehreren Standorten gegründet. Sie tragen zwar noch den Namen des Gründerordens, wurden aber an andere Träger übergeben.
Österreich
Nach Österreich kamen die Schwestern im August 1854 auf Einladung des im Schloss Frohsdorf residierenden Grafen von Chambord, der für die Kinder der um ihn in Frohsdorf gescharten französischen Kolonie sowie für die Mädchen des Dorfes eine Schule unter der Leitung der zweisprachigen Schwestern von Sta. Christiana gründen wollte. In Österreich wurden ab 1854 an drei Standorten Schulen und Internate für Mädchen gegründet. In den 1980er Jahren wurden die Internate aufgelöst und zu Tagesschulen umgewandelt sowie Knaben aufgenommen.
- 1854 Schule Sta. Christiana Frohsdorf
- 1898 Schule in Wien-Rodaun
- 1904 Schule Santa Christiana Wiener Neustadt

## Institut Sta. Christiana
Die anwachsenden Schülerzahlen einerseits und die Abnahme der Anzahl von Schwestern andererseits brachten immer mehr Laien in den  Lehrkörper. Zunächst übernahmen sie mehr und mehr die direkten Erziehungs- und Unterrichtsaufgaben, dann auch die Leitung der Schulen und Internate und die wirtschaftliche Führung. Der Schulverein „Institut Sta. Christiana“ hat 1987 vom Orden die Führung der Schulen und Tagesinternate/Horte in Frohsdorf, Wien-Rodaun und Wiener Neustadt vom Orden übernommen. Zu diesem Zweck überließ ihm der Orden in Form eines Bestandsvertrages die Liegenschaften mit den Gebäuden. An den drei Standorten werden 2000 Schülerinnen und Schüler von 300 Lehrerinnen und Lehrern unterrichtet.

## Grundsätze
„Die barmherzige Liebe Gottes spürbar und erfahrbar werden lassen!“
„Lieben Sie Ihre Schüler! Dann werden Sie tausend Mittel finden, aus ihnen gute Schüler zu machen. Wenn Sie ihr Herz gewonnen haben, können Sie mit ihnen alles tun, was Sie wollen. /…/. Es ist ein gutes Zeichen, wenn eine Lehrerin ihre Kinder lobt, und wenn die Kinder ihrerseits ihre Lehrerin loben. Mit dieser gegen-seitigen Zuneigung geht alles gut.“
„Die Sta. Christiana Schulen sind Lebensräume, in denen Menschlichkeit erfahren und gelebt wird. Wir gestalten Begegnungen, in denen Gottes barmherzige Liebe spürbar und erfahrbar gemacht wird. In unseren christlich-human geprägten Bildungseinrichtungen können sich Menschen aller Altersgruppen nach ihren individuellen Begabungen und Fähigkeiten geistig, seelisch und körperlich entfalten und entwickeln.“